# 大阪市電松島安治川線
大阪市電松島安治川線（おおさかしでんまつしまあじがわせん）は、松島町一丁目駅 - 玉船橋駅間を結んでいた大阪市電第三期線の路線。

## 路線概要
- 起点：松島町一丁目
- 終点：玉船橋
- 軌間：1435mm
- 架線電圧：直流600V

（1959年7月時点）

## 沿革
- 1915年（大正4年）
  - 4月13日：大阪市電の第三期線として、松島町一丁目駅 - 安治川二丁目渡駅間が開業。
  - 11月4日：安治川二丁目渡駅 - 玉船橋駅間が延伸開業し、全線開業。
- 1922年（大正11年）6月9日：玉船橋駅に接続する安治川築港線が開業。同時に、九条高津線の玉船橋駅が開業。
- 1944年（昭和19年）
  - 6月1日：戦時体制下で終日急行運転実施のため、本田通二丁目駅、安治川一丁目渡駅、安治川二丁目渡駅を廃止。
  - （月日不明）：本田通一丁目駅を本田町一丁目駅に改称。
- 1945年（昭和20年）3月13日 - 6月7日：戦災のため本田町一丁目駅 - 玉船橋駅間を休止。
- 1947年（昭和20年）9月1日：本田町一丁目駅 - 玉船橋駅間の運行を再開。
- 1953年（昭和28年）11月20日：本田通二丁目駅が本田町二丁目駅として復活。
- 1954年（昭和29年）9月5日：安治川一丁目渡駅が安治川一丁目駅として復活。
- 1961年（昭和36年）11月1日：本田町一丁目駅 - 玉船橋駅間を廃止、トロリーバスに転換。
- 1962年（昭和37年）2月18日：松島町一丁目駅 - 本田町一丁目間駅の線路を移設[1]。
- 1964年（昭和39年）10月31日：松島町一丁目駅を松島公園前駅に改称。
- 1967年（昭和42年）8月1日：松島公園前駅 - 本田町一丁目駅間を廃止。

## 駅一覧
| 駅名             | キロ程 | 接続路線                                                |
| ---------------- | ------ | ------------------------------------------------------- |
| 松島町一丁目駅   | 0.0    | 大阪市電：東西線                                        |
| 本田町一丁目駅   | 0.4    | 大阪市電：九条中之島線                                  |
| 本田町二丁目駅   | 0.7    |                                                         |
| 国津橋駅         | 1.0    |                                                         |
| 安治川一丁目駅   | 1.3    |                                                         |
| 安治川源兵衛渡駅 | 1.5    |                                                         |
| 玉船橋駅         | 1.9    | 大阪市電：九条高津線、安治川築港線（1945年3月13日まで） |

- 1959年（昭和34年）7月当時

### 廃駅
- 安治川二丁目渡駅（安治川源兵衛渡駅 - 玉船橋駅間）：1944年（昭和19年）6月1日廃止。

## 系統
8系統・9系統・20系統・28系統が走っていた。